# 貝爾納·卡澤納夫
貝爾納·卡澤納夫（法語：Bernard Cazeneuve，法語發音：[bɛʁnaʁ kaznœv]；1963年6月2日—），法國政治人物，曾擔任國民議會議員和瑟堡-奥克特维尔市長，在2016年12月至2017年5月出任法國總理。2022年，卡泽纳夫因社会党与极左翼关系愈加密切而退党。

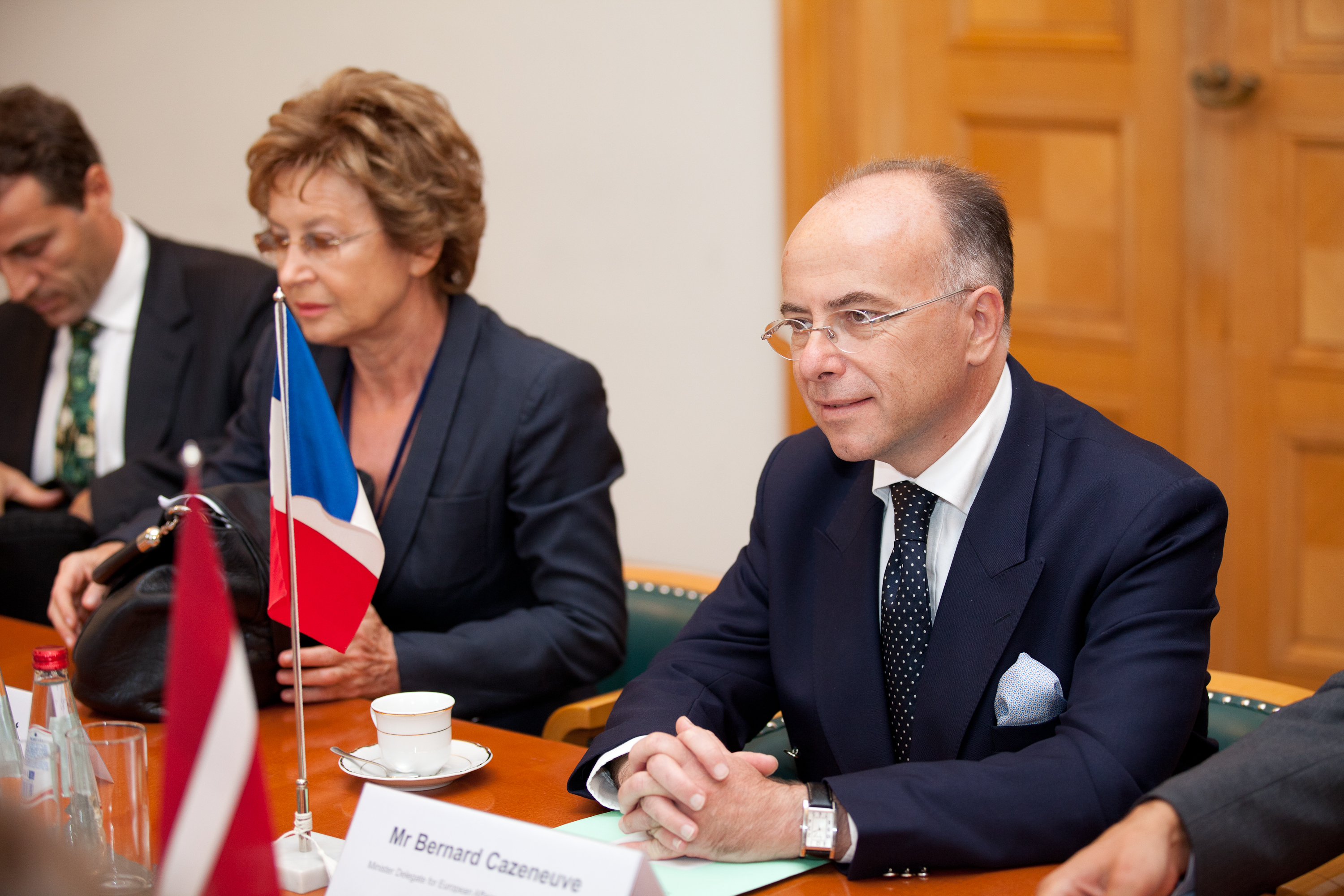
卡泽纳夫在拉脱维亚（2012年9月14日）